# محافظة تشاينات
محافظة تشاينات (بالتايلندية: ชัยนาท)‏ و(بالإنجليزية: Chainat)‏ هيَ واحدة من محافظات تايلاند الخمس والسبعين، تجاور محافظات ناخون ساوان وسنغ بوري وسوفانبوري وباثوم ثاني.

## الجغرافيا
تقع تشاينات في وسط تايلاند في سهل مسطح ويمر عبرها نهر شاو فاريا وتتميز المحافظة بوجود أول سد تم تشيدة في تايلاند ويعتبر أكبر نظام ري في البلاد ويستخدم لري حقول الارز.

## التاريخ
تعتبر المدينة تاريخيا قاعدة عسكرية هامة في حروب سيام ضد بورما، وأصل المدينة القديمة يقع في سانخابوري وفي عهد الملك راما الرابع تم نقل المستوطنين إلى الموقع العالي لها.

## التقسيمات الإدارية
تنقسم المحافظة ل8 مقاطعات رئيسية والتي تنقسم بدورها إلى 53 بلدية و474 قرية.
| 1. موانج تشاينات (العاصمة) 2. مانورام 3. وات سنغ 4. سابفايا | 1. سانخابوري (المدينة القديمة) 2. هانخا 3. نونغ مامونج 4. نون خام |

## أعلام
- راتشبول نوانو